# (4541) Mizuno
(4541) Mizuno es un asteroide perteneciente al cinturón de asteroides, descubierto el 1 de enero de 1989 por Kenzo Suzuki y el también astrónomo Toshimasa Furuta desde el Toyota Observatory, Japón.

## Designación y nombre
Designado provisionalmente como 1989 AF. Fue nombrado Mizuno en honor al astrónomo japonés Yoshikane Mizuno.

## Características orbitales
Mizuno está situado a una distancia media del Sol de 2,378 ua, pudiendo alejarse hasta 2,426 ua y acercarse hasta 2,330 ua. Su excentricidad es 0,020 y la inclinación orbital 4,780 grados. Emplea 1340 días en completar una órbita alrededor del Sol.

## Características físicas
La magnitud absoluta de Mizuno es 12,8. Tiene 6,294 km de diámetro y su albedo se estima en 0,338.